# Diego Copín
Diego Copín, conosciuto anche come Copín d'Olanda (fl. XII secolo) è stato uno scultore spagnolo, presumibilmente nato in Olanda nel XV secolo.

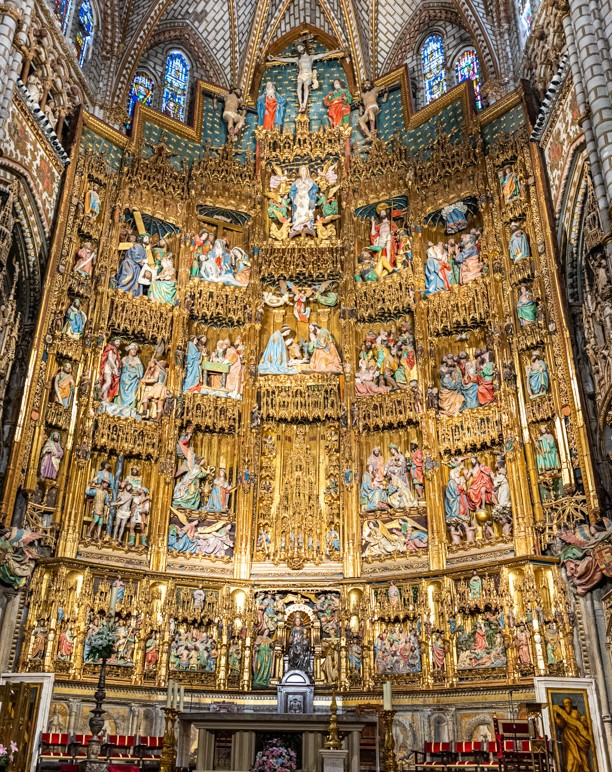
Retablo ad opera di Diego Copín, all'interno della Cattedrale di Santa María di Toledo.

Malgrado si sappia ben poco della sua vita, si presume che la sua attività artistica si sviluppò principalmente dall'ultimo quarto del XV secolo al primo quarto del XVI secolo, concentrandosi in varie cattedrali spagnole, tanto in sculture interne come in abbellimenti esterni.

## Opere
Posteriormente al suo arrivo in Spagna, lavorò principalmente nella città di Toledo per poi lavorare ad altre opere nella città di León e di Coria. Esempi del suo lavoro si possono incontrare nella Cattedrale di León,  dove lavorò a partire dal 1480, e nella Cattedrale di Toledo, dove collaborò con Sebastián de Almonacid nel retablo della Cappella Maggiore del 1498.
Il suo stile artistico si descrive come gotico isabellino, con alcune sfumature stilistiche corrispondenti alle idee rinascimentali che si stavano sviluppando in Italia nello stesso periodo.